# Jess Roskelley
Jess Roskelley (Spokane, Washington,  13 de julio de 1982-Parque nacional Banff, Canadá, 16 de abril de 2019) fue un montañero estadounidense, hijo del montañero John Roskelley. 
El 21 de mayo de 2003 se convirtió en el estadounidense más joven en alcanzar la cima del monte Everest.

## Infancia y juventud
Roskelley se crio en Spokane, Washington, donde asistió a la escuela secundaria MT Spokane. Más tarde se trasladó a Montana para asistir a la Universidad de Montana.

## Carrera de alpinista
Roskelley más tarde se trasladó a Alaska, donde dividió su tiempo entre escalar y trabajar como soldador de tanques. En octubre de 2012, él y John Frieh escalaron por una nueva ruta el Mount Wake en la cordillera de Alaska. 
Llamaron a la ruta The Cook Inlet. En abril de 2013, Roskelley, Ben Erdmann y Kristoffer Szilas forjaron una nueva ruta en el Citadel, un pico en las montañas Kichatna de Alaska. La ruta, que se encuentra junto a Supa Dupa Couloir, fue nombrada Hypa Zypa Couloir.

## Accidente mortal
El 16 de abril de 2019 se encontraba escalando la cara este del pico Howse Peak junto a David Lama y Hansjörg Auer, cuando fueron sorprendidos por una avalancha. Tras una larga búsqueda de los alpinistas sin rastro alguno, los declararon desaparecidos.
Finalmente, el 21 de abril se anunció que habían encontrado los cuerpos de los tres alpinistas.